# 아회남
아회남(阿會喃)은 중국의 역사 소설 삼국지연의에 등장하는 가공 인물이다. 맹획의 부장으로 남만정벌에 등장하는 인물이다. 아회남은 동료인 동도나, 금환삼결, 축융부인, 목록대왕 등 다른 등장인물과 같이 나관중이 만든 가공 인물이다. 삼국지연의에서 제갈량이 남만을 정벌할 때 등장한다. 맹획이 1동원수 금환삼결, 2동원수 동도나, 3동원수 아회남을 보내어 촉군을 막게하지만 금환삼결은 죽고 동도나, 아회남은 사로잡힌다. 동도나, 아회남은 이때 귀한 대접을 받자, 촉의 귀순을 하려하지만, 맹획에게 들켜 죽는다.